# Călineștii de Sus
Călineștii de Sus – wieś w Rumunii, w okręgu Mehedinți, w gminie Bâlvănești. W 2011 roku liczyła 76 mieszkańców.